# بطولة آسيا تحت 14 سنة لكرة القدم
بطولة آسيا تحت 14 سنة لكرة القدم هي إحدى بطولات الاتحاد الآسيوي لكرة القدم، أُقيمت مره واحدة عام 2014.

## البطولات
- بطولة آسيا للواعدين تحت 14 عاما 2014[2]

## وصلات خارجية
- صفحة كورة عن كأس آسيا للواعدين